# Södra Rinnanetjärnet
Södra Rinnanetjärnet är en sjö i Dals-Eds kommun i Dalsland och ingår i Enningdalsälvens huvudavrinningsområde.